# 夢判断、そして恐怖体験へ
『夢判断、そして恐怖体験へ』（ゆめはんだん、そしてきょうふたいけんへ）は、ARI Production製作による2021年8月27日公開の日本映画。原作書籍は、大川隆法の霊的リーディングの内容を収録した『夢判断』『恐怖体験リーディング』。

## 概要
幸福の科学の劇場映画としては第22作目。映画『心に寄り添う。』のドキュメンタリーシリーズにつづくドラマ映画。実際に行われた大川隆法の霊的リーディングの内容を再現し、ドラマ風に編成した映画。5つのリーディング例を元に、対象者の睡眠中の夢の不思議な体験の謎解きを行ってゆくストーリー。
2021年3月19日、映画情報の最初のマスコミリリースがなされ、監督や出演者・予告編動画・場面写真、映画封切公開日が公表される。
2021年7月15日、映画詳細情報と予告編動画が公開された。
2022年12月6日、この映画の続編『レット・イット・ビー 〜怖いものは、やはり怖い〜』が製作されたことが公表された。劇場公開日は2023年5月12日。

### 公開
2021年8月27日に公開、日本国内の映画館118館で公開。
初日舞台あいさつが、渋谷のヒューマントラストシネマ渋谷で行われた。主役の一人青木涼、監督の奥津貴之、出演の芦川よしみ の3人が登壇したが、登壇予定だった山岸芽生は、知人が保健所から濃厚接触者と判断されたため安全のために欠席した。イタリア・ナポリ映画賞で最優秀長編作品賞を受賞するなど、世界7カ国で16冠獲得(公開初日時点)の情報が公表され、映画撮影のエピソードなどが披露された。

## 原作
『夢判断』は、幸福の科学総裁 大川隆法が行った霊的調査（リーディング）の内容を収録したノンフィクションの書籍。「幸福の科学」の職員や会員の不思議な夢や心霊体験を元に霊的調査を行って、その謎を解明してゆく内容。2020年5月14日に東京五反田の幸福の科学総合本部で収録されたリーディングと同年5月22日東京港区の幸福の科学特別説法堂にて収録されたリーディングで構成されている。

## 登場人物・キャスト
神山 圭治（かみやま けいじ）
演 - 青木涼
心理カウンセラー行う臨床心理士。人間の深層心理を探求する心理学研究者。特に専門分野として、夢判断、恐怖体験や心霊現象などの研究を行い、多くの相談者の悩みと対峙し、その悩みを解決している。ある大学で特別講義「夢とは何か」の講演をした。
上野 葵（うえの あおい）
演 - 山岸芽生、十数年後の葵 - 芦川よしみ
神山が特別講義をした大学の女子大生。たびたび金縛りの現象に悩んでおり、その相談で神山の事務所に行く。心霊現象の深層を探りたいと、神山のアシスタントになることを申し出る。アシスタントとして神山のもとで相談者の対応をしてゆく。その後自分も「真実を知らずに迷っている人たちを救いたい」と心理カウンセラーの道を歩むことに。十数年後、母校で心理学の講義を行う葵は学生たちに語りかける。
山内 楓（やまうち かえで）
演 - 希島凛、楓の過去世(幕末の男) - 市原綾真
神山が特別講義をした大学の女子大生。自分の不思議な夢を神山に相談する。神山のリーディングによって、過去世に幕末のことが関係してることがわかる。
川村 遥希（かわむら はるき）
演 - 高橋宏昌
会社員の男。独身。時々朝起きると、すごい疲労感を感じ、その原因となっていた恐怖の夢を、神山に相談に訪れる。
白装束の女
演 - 望月さやか
川村 遥希の夢に出てくる女。神山のリーディングで、その素性が判る。川村の過去世の時に捨てられたことを恨み呪いをかけていた。
チンピラ
演 - 生野和人
夜の繁華街で酔っ払い、街を徘徊しながら若い女に声を掛けたり、因縁を付けたりしている。実は事故で死んだのだが、死んだことに気づかずに、生前と同様に街を徘徊して悪さをしている。ふとしたことから神山の事務所に訪れ、神山に相談する。
森井ミエ
演 - 橘百花
上野葵と同じ大学の女子大生。友人の茜（宮崎花澄） 亮太（松岡蓮） 拓也（伊良子未來）の3人と近所の神社の夏祭りに訪れる。そこで、はしゃぎながら4人で写真を撮るのだが、背後に一本多く手が写る心霊写真が撮れてしまう。茜は、怖くなり直ぐに写真を消してしまうのだが、その直後から体調が悪くなる。茜の代わりに森井ミエが、神山に相談に行く。
神社にいる謎の女霊
演 - なりたりな
森井ミエら4人が訪れた夏祭りの神社に住み着く霊存在。森井ミエや茜の写真にいたずらし写り込む。せっかく写った写真を茜が消すので、さらに悪さをする。
伊東さくら
演 - 塚本このみ
部活動で頑張る女子高生。学校で部活が遅くなり、一緒に活動した 綾乃（西脇こころ） 奈々（松下桃子） 優衣（高梨ゆず）の三人を先に返して、独りで戸締りのカギを返しに行く。暗い校舎の廊下をスマホのライトを照らしながら行くが、階段の上に幼い少女の姿が見えて驚き逃げ出すのだが、追いかけられ恐怖に怯える。このことを神山に相談しに行く。
純子
演 - 矢野みなみ
夜の高校に姿を現す少女の霊。神山のリーディングによって、その素性が判る。その高校ができる前の30年前以前にあった病院で亡くなった少女。同様に病院で死んだ子供たちと何処に行けばよいのか分からずにいる。
純子の父
演 - 坂東睦月
30年前病院で娘の純子を亡くし悲しみに暮れる。しかし純子に生前「あの世は無い。死んだら何も無くなる。」と教えていたため、純子を死後に迷わすことになる。
純子の母
演 - 和泉さくら

## スタッフ
- 監督：奥津貴之
- 企画：大川隆法
- 総合プロデューサー：濱田勇作
- プロデューサー：橋詰太奉
- 制作統括：清家端
- アソシエイトプロデューサー：岩邑 悠
- ラインプロデューサー：Y.Makoto
- 脚本：富川水亜
- 撮影：兼松勇貴
- 照明：福村裕
- 美術：桝山重成
- 装飾：十和田淳
- 録音：栗原和弘
- 整音：小林喬
- 編集：囃原八五郎
- 音楽：岡本武士
- 音響効果：中村佳央
- VFX：葉月新
- サウンドスタジオ：東映デジタルセンター
- 製作会社：ARI Production
- 製作協力：ニュースター・プロダクション
- 制作プロダクション：万屋物産株式会社
- 配給：日活
- 配給協力：東京テアトル

## 主題歌・挿入歌など
- 主題歌「夢判断」

作詞・作曲：大川隆法
編曲：大川咲也加、田畑直之
歌：大澤美也子
- 挿入歌「恐怖体験」

作詞・作曲：大川隆法
編曲：大川咲也加、西脇辰弥
歌：TOKMA
- イメージソング「不思議の世界」

作詞・作曲：大川隆法
編曲：大川咲也加、眞島武将
歌：篠原紗英
- 挿入歌「はかなくて、つたなくて」

作詞・作曲：大川隆法
編曲：大川咲也加、古賀晃人
歌：恍多
- 挿入歌「心霊写真」

作詞・作曲：大川隆法
編曲：大川咲也加、西脇辰弥
歌：小原ゆかり、なりたりな

## 音楽ソフト
- CD『夢判断／恐怖体験』

レーベル：ARI MUSIC（発刊元 アリ・プロダクション）
収録曲：
1.「夢判断」
2.「恐怖体験」
3.「夢判断」(Instrumental)
4.「恐怖体験」(Instrumental)
発売日：2021年3月23日
型番： C 521
EAN 4582316051854、JAN 4582316051854、ASIN B08WZSH91P
- CD『不思議の世界』

レーベル：ARI MUSIC（発刊元 アリ・プロダクション）
収録曲：1. 不思議の世界、2. 不思議の世界 (Instrumental)
発売日：2021年6月13日
型番： C 9001
EAN 4582316052042、JAN 4582316052042、ASIN B094W1R5B2
- CD『映画「夢判断、そして恐怖体験へ」オリジナル・サウンドトラック』

2枚組CD、全16曲、合計 35分53秒
収録曲：〔Disk1〕 収録時間：22分45秒
1.「夢判断」―主題歌 (歌:大澤美也子) …………………… 4:54
2.「不思議の世界」―イメージソング (歌:篠原紗英) …… 5:24
3.「恐怖体験」―挿入歌 (歌:TOKMA)……………………… 4:16
4.「はかなくて、つたなくて」―挿入歌 (歌:恍多) ……… 5:03
5.「心霊写真」―挿入歌 (歌:小原ゆかり、なりたりな) … 3:08
〔Disk2〕映画本編で流れるBGM (11曲)を収録、13分8秒
レーベル：ARI MUSIC（発刊元 アリ・プロダクション）
型番： C 9004
発売日：2021年8月20日
EAN 4582316052257、JAN 4582316052257、ASIN B09BCVG9BP

## 受賞・栄誉
- マドリード国際映画祭2021 最優秀VFX賞 ／ 審査員特別賞
- 国際シンボリックアート映画祭2021 最優秀長編作品賞
- ハリウッド・ホラーフェスト2021 最優秀外国語長編作品賞
- ファルコン国際映画祭2021 最優秀ホラー賞
- オルタナティブ映画祭2021 長編部門最優秀SF ／ ファンタジー賞
- ラティテュード映画賞 長編映画部門 ゴールド賞
- ロンドン・インディペンデント映画賞 最優秀長編 外国語作品賞
- ナポリ映画賞 最優秀長編作品賞
- 香港インディ映画祭 最優秀ホラー作品賞
- 香港インディ映画祭 最優秀映画楽曲賞
- レンダーヤード映画祭 長編部門 最優秀作品賞
- L.A. インディーズ映画祭 最優秀長編物語賞
- ニューヨーク・インディペンデント映画賞 最優秀ホラー賞
- ボーデン国際映画祭 最優秀ホラー作品賞
- ストックホルムシティ映画祭 最優秀ホラー作品賞
- CKF国際映画祭 フィクション部門 最優秀長編作品賞
- インフラックス映画賞 最優秀国際映画賞
- インフラックス映画賞 最優秀監督賞
- シネマフェスト 長編映画部門 ゴールド賞